# Anonychomyrma angusta
Anonychomyrma angusta är en myrart som först beskrevs av Hermann Stitz 1911.  Anonychomyrma angusta ingår i släktet Anonychomyrma och familjen myror. Inga underarter finns listade i Catalogue of Life.